# Rad-Bundesliga

Logo seit 2013

Logo bis 2012

Die Rad-Bundesliga (seit 2013 offiziell Lila Logistik Rad Bundesliga) ist eine vom Bund Deutscher Radfahrer seit 1992 organisierte Rennserie im Straßenradsport.
Die Rad-Bundesliga ist aktuell in drei Wertungsklassen eingeteilt: Männer, Frauen und Juniorinnen (U19) und Junioren (U19). Zusätzlich zur Einzelwertung gibt es in jeder Wertungsklasse eine Teamwertung. Erster Sieger wurde der Verein RC Olympia Dortmund in der Saison 1990. Die Serie besteht pro Wertungsklasse aus acht bis zehn Rennen pro Saison, die jedoch keine ausschließlichen Bundesligarennen sind. Dies können sowohl Straßenrennen als auch Zeitfahren sein. Nicht bei jedem Rennen werden alle Wertungsklassen ausgetragen, wodurch sich pro Saison bis zu 20 Renntage ergeben.
Die Gesamt-Einzelwertung und die Gesamt-Mannschaftswertung werden nach einem Punktesystem ermittelt. Dabei erhalten in jedem Rennen die besten 80 Fahrer und die besten 15 Mannschaften Punkte entsprechend ihrer Platzierung.
Seit der Saison 2013 tritt die Firma Müller – Die lila Logistik als namensgebender Sponsor der Bundesliga auf. Vorläufer der Rennserie war die Brügelmann-Champion-Wertung.
1993 wurde auch eine Rad-Bundesliga im Bahnradsport eingeführt.